# Ferrovia Firenze-Lucca
El ferrocarril Florencia-Lucca es una línea ferroviaria que conecta la ciudad de Florencia con Lucca, pasando por las ciudades de Pistoia y Prato. El tramo entre Florencia y Pistoia recibió el nombre de ferrocarril María Antonia en honor a María Antonia de Borbón; posteriormente continuó hasta la ciudad de Lucca, que a su vez se conectó con Viareggio (ferrovia Lucca-Viareggio) y Aulla (ferrovia Lucca-Aulla), mientras que un ramal conectó Pistoia con la ciudad de Bolonia en la Región de Emilia-Romagna (ferrocarril Porrettana).

## Historia

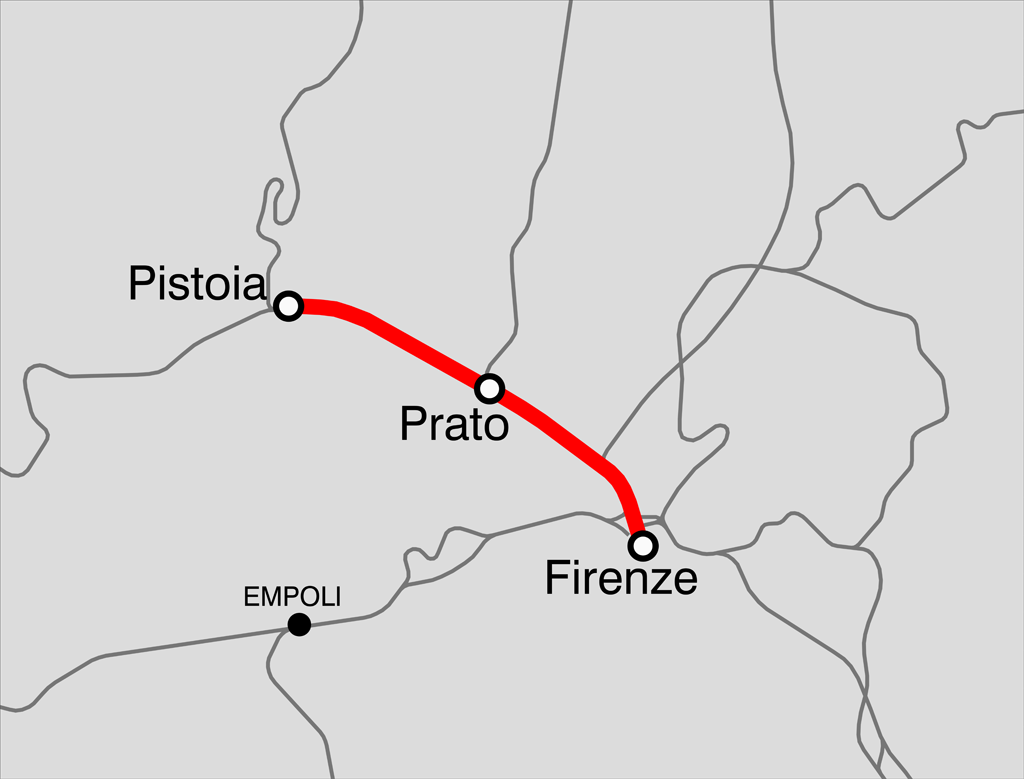
Il tratto tra Firenze e Pistoia (ferrovia Maria Antonia), 33 km

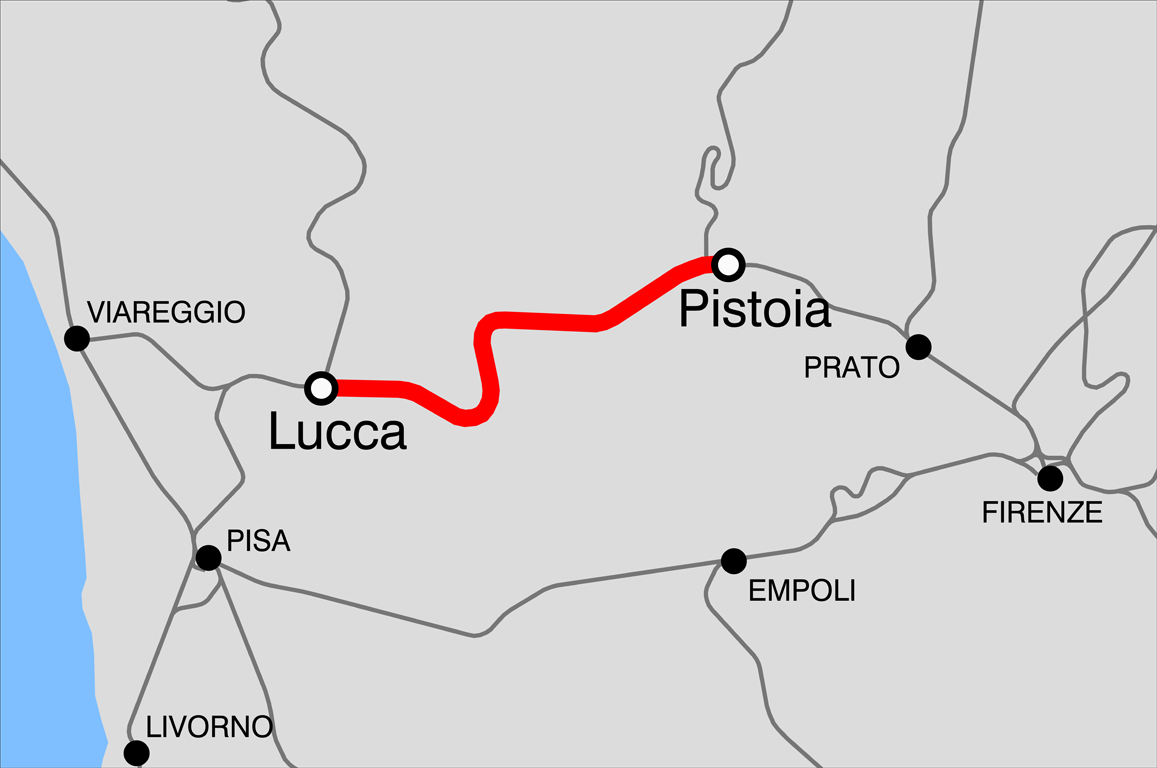
Il tratto tra Pistoia e Lucca, 43 km

El joven Leopoldo II era un soberano atento a los avances tecnológicos, por ese motivo, favoreció el nacimiento de los ferrocarriles, aunque dejó la iniciativa al capital privado.
Según las líneas políticas establecidas desde la época de la dinastía de los Médicis, se decidió primero construir la línea denominada, en honor al soberano, Leopolda. Este ferrocarril conectaba y sigue conectando las ciudades de Livorno y Florencia. La ruta pasa por Empoli, Pontedera y Pisa. De este modo, las populosas ciudades de Prato y Pistoia quedaron temporalmente excluidas del desarrollo de la infraestructura de transporte ferroviario.
La política del Gran Ducado de relegar a un papel secundario la cuenca del piedemonte, aguas abajo de los Apeninos, se debía esencialmente a que a lo largo de esta ruta era imposible conectar la capital con la costa sin atravesar un estado extranjero, concretamente el Ducado de Lucca.
Sin embargo, el gobierno de Lucca consideró necesario que el Estado se dotara de ferrocarriles. Por ello, el duque Carlo Ludovico de Borbón decidió en 1844 construir ferrocarriles internacionales que conectaran Lucca con el Ducado de Módena y el Gran Ducado de Toscana. Así se construyó la linea Lucca-Pisa linea. 
Al mismo tiempo, se construyó la monumental estación de Lucca. La decisión del duque también incluía un ferrocarril a Florencia vía Pistoia y Prato. Así se iniciaron las negociaciones con el Gran Ducado de Toscana que desembocaron, en 1845, en la publicación del Manifiesto y los Estatutos de la sociedad anónima para la construcción de la carretera Maria Antonia de Florencia a Pistoia por Prato. Una empresa similar se creó en Lucca para construir el tramo entre la capital del pequeño Ducado, la Valdinievole y Pistoia.
En 1848 se abrió la ruta Florencia-Prato, junto con la estación de María Antonia, y en 1851 se llegó a Pistoia. En 1859 se unió a Pistoia la línea Luquése, lo que hizo factible una nueva ruta Florencia-Pisa vía Pistoia-Lucca,
Cabe señalar que la línea María Antonia y la línea Leopolda permanecieron separadas en Florencia, a pesar de que sus respectivas estaciones estaban a poco más de un kilómetro de distancia, hasta 1860; uniéndose a través de la ferrovia Lucca-Pisa.
A pesar de la anexión de Lucca a la Toscana y de la posterior unidad nacional, el ferrocarril, en general, siempre fue secundario respecto al Valdarno. En 1864, con la inauguración de la Porrettana, que une las ciudades de Bologna con Pistoia, las cosas parecieron cambiar al convertirse la línea en parte integrante del eje Bolonia-Florencia.
En 1934, la inauguración de la direttissima Firenze-Bolonia, que se incorporó en la María Antonia de Prato, relegó de nuevo a un papel secundario el tramo Prato-Pistoia y la continuación hasta Lucca, así como la propia Porrettana.
El 2 de octubre de 1960 se activó la tracción eléctrica en el tramo de Pistoia a Lucca.
En 1988 se pusieron en funcionamiento las paradas de Il Neto, en el comune de Sesto Fiorentino y Pratignone en Calenzano.

## Situación actual

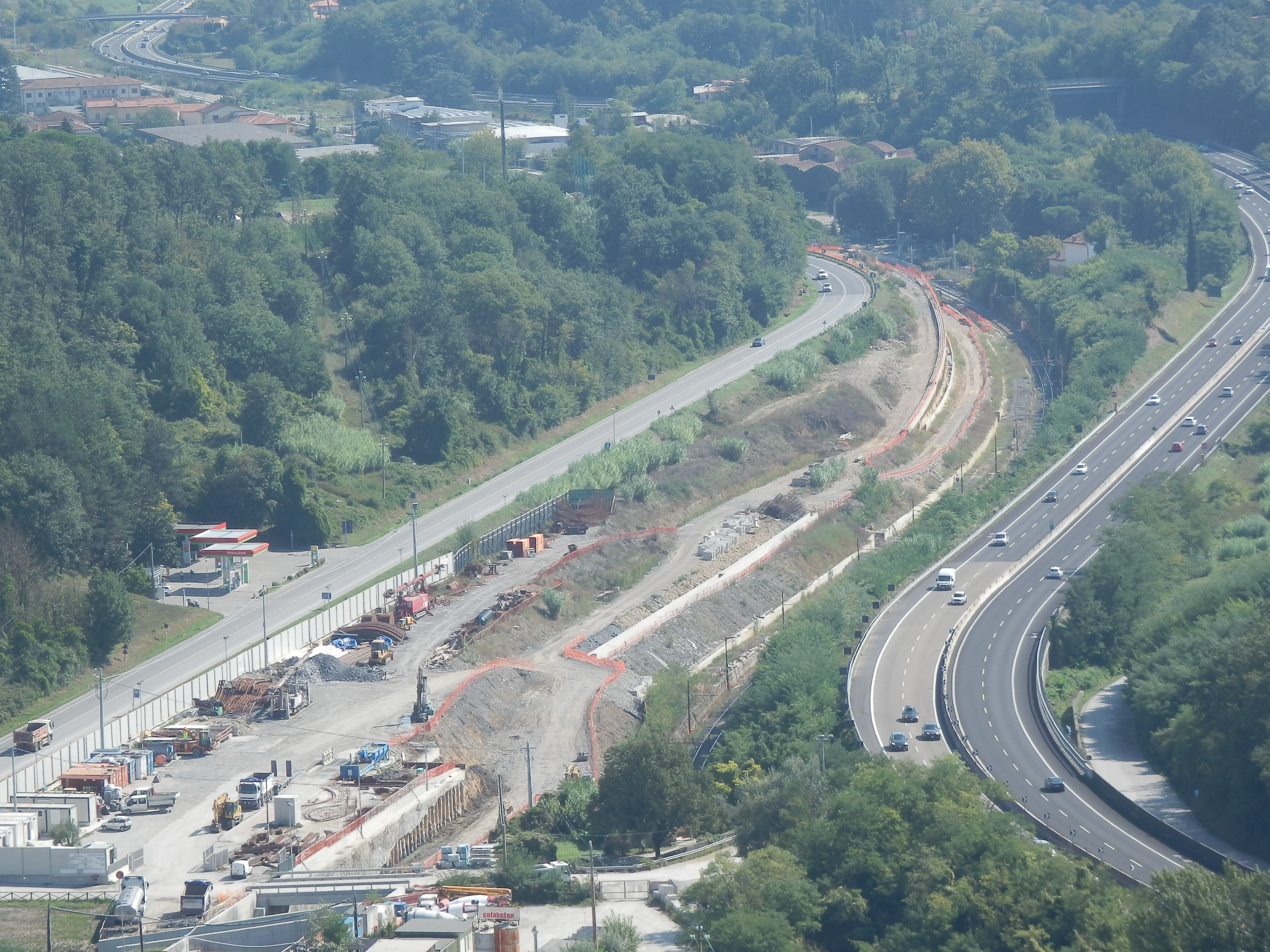
trabajos para la duplicación de la red en Provincia de Pistoia

La línea entre Florencia y Prato se ha cuadruplicado en los últimos años. En diciembre de 2009 se inauguró la nueva Línea de alta velocidad Bolonia-Florencia a partir de un nuevo enlace con el ferrocarril María Antonia, cerca de la estación de Firenze Castello, lo que redujo el tráfico entre Castello y Prato.
El 17 de noviembre de 2008, el Gobierno aprobó un plan para duplicar el tramo entre Lucca y Pistoia, cuyo coste se estima en 257 millones de euros. Inicialmente se duplicará el tramo entre Pistoia y Montecatini Terme. A continuación, se reconstruirá el trazado a través del paso de Serravalle con un nuevo túnel de dos vías, con el consiguiente abandono del actual túnel de vía única.
El 28 de mayo de 2015 tuvo lugar la presentación del proyecto de duplicación de la vía en el Comune de Lucca, durante la cual se adjudicaron las obras del primer lote y se elaboró el calendario de trabajos.
El diseño ejecutivo se remonta a septiembre de 2015, mientras que las obras comenzaron en enero de 2016. Según el cronograma, las obras del tramo a Lucca deberían haber comenzado en 2017 y su finalización está prevista para 2020, aunque la red ferroviaria italiana contaba con terminar todo para 2019.
A pesar de los retrasos, debidos principalmente a la construcción del nuevo túnel bajo Serravalle Pistoiese, en agosto de 2019 la Región y la RFI confirmaron el respeto de la fecha prevista para la finalización del primer tramo, que debería haber estado en funcionamiento a finales de 2020. 
Las obras ya habían sido paralizadas en 2019 por problemas de desprendimientos, en 2020 por causa de la Pandemia de COVID-19 que afectó particularmente a Italia y en marzo de 2021 por desprendimientos en el comune de Serravalle. 
A finales de 2021 se aprobó el proyecto de estabilización de la ladera horadada por el nuevo túnel mediante micropilotes, que debería realizarse al año siguiente, y que permitiría reanudar las obras, para cuya finalización no hay previsiones.